# Corryocactus
Corryocactus és un gènere de cactus. El gènere estava anteriorment inclòs en la tribu Notocacteae.També s'ha col·locat a la tribu Echinocereeae. Un estudi filogenètic molecular de 2011 va excloure el gènere del "nucli" Echinocereeae, comentant que es trobava "fora d'un clade més gran ben recolzat en la nostra anàlisi".

## Taxonomia
- Corryocactus apiciflorus (Vaupel) Hutchison
- Corryocactus aureus (Meyen) Hutchison ex Buxb.
- Corryocactus ayopayanus Cárdenas
- Corryocactus brachypetalus (Vaupel) Britton & Rose
- Corryocactus brevistylus (K.Schum.) Britton & Rose
- Corryocactus chachapoyensis Ochoa & Backeb. ex D.R.Hunt
- Corryocactus charazanensis Cárdenas
- Corryocactus erectus (Backeb.) F.Ritter
- Corryocactus huincoensis F.Ritter
- Corryocactus melanotrichus (K.Schum.) Britton & Rose
- Corryocactus otuyensis Cárdenas
- Corryocactus pulquinensis Cárdenas
- Corryocactus quadrangularis (Rauh & Backeb.) F.Ritter
- Corryocactus squarrosus (Vaupel) Hutchison